# Csáky Miklós (érsek)
Gróf körösszegi és adorjáni Csáky Miklós (1698. december 5. – Pozsony, 1757. május 31.) előbb kalocsai, majd esztergomi érsek.

## Élete
Gróf Csáky István országbíró utolsó gyermeke harmadik nejétől, Barkóczy Máriától. Bölcseletet Bécsben, majd teológiát Rómában a Collegium Germanicum et Hungaricumban tanult. 1721-től szentjobbi apát, 1722-től váradi kanonok. 1734-ben nagyprépost, 1735-ben novii címzetes püspök, 1737-ben váradi püspök lett. (Utóbbi címével együtt járt Bihar vármegye örökös főispánsága is.) 1747-től kalocsai, 1751. július 30-ától esztergomi érsek.

## Munkái
- Edictum archi-episcopale Strigoniense: De ritu celebrandorum festorum. Posonii, 1754